# کاسمالا
کاسمالا (به لاتین: Kasmala) یک منطقهٔ مسکونی در روسیه است که در سرزمین آلتای واقع شده‌است.